# Walter Cabrera
Walter Cabrera Cañiza (Asunción, 7 gennaio 1990) è un calciatore paraguaiano, difensore dello Sportivo Ameliano.